# Enrique Miranda
Enrique Miranda es un presentador de televisión español. Nació en El Puerto de Santa María, Cádiz, Andalucía, España en el año 1971. Estudió en el Colegio San Luis Gonzaga (Jesuitas), en la Escuela Superior de Ingeniería de Cádiz y en la Escuela Técnica Superior de ingenieros en Sevilla, aparcando su profesión de ingeniero al hacerse con el título de Míster España en 1997, justo cuando el certamen cumplía un año. 
En 1998 fue finalista de Míster Mundo (Lisboa), trasladándose a vivir a continuación a Milán y posteriormente a París, desfilando como modelo en el Uomo Collezioni para diseñadores como Armani, Ferré o Zegna, y en repetidas ocasiones en la Pasarela Cibeles de Madrid.
En el año 2000 se inició en la interpretación participando en series de televisión y en varias obras de teatro bajo la dirección de José Luis Alonso de Santos. En 2010 formó parte del reparto en la comedia musical Don Mendo Rock ¿La venganza?, a las órdenes del director José Luis García Sánchez.
En el año 1998 debuta en televisión para el canal autonómico Canal Sur Televisión y desde 2013 conduce las retransmisiones para televisión del famoso concurso oficial de agrupaciones carnavalescas (COAC) de la ciudad de Cádiz, televisado por OndaCádiz. En 2017 fue reconocido con el Premio 'Paco Navarro' a la mejor labor informativa sobre el Carnaval de Cádiz, otorgado por la Asociación de la Prensa de Cádiz (APC) y en 2023 la Diputación de Cádiz publica su primer texto teatral: "La sombra del Reich".

## Pasarelas
- Ha participado en la Pasarela Cibeles y de modelo en diversos países del extranjero.
- A partir de la Pasarela de Milán 1998, una de las más prestigiosas del mundo, fichó para repetir cinco temporadas más para diseñadores de la talla de Ermenegildo Zegna, Giorgio Armani, Gian Franco Ferré o Luciano Soprani.
- A partir de 1999 participó en desfiles de Alta Costura en París para Kenzo, Udo Edling o Smalto, y en el Salón Gaudí de Barcelona para firmas como Caramelo, Hanibal Laguna y Konrad Muhr.
- Su presencia en la Pasarela Cibeles (actual Madrid Fashion Week) -10 temporadas- ha reforzado las creaciones de los diseñadores Pedro Morago, Devota & Lomba, Francis Montesinos o Felipe Varela, entre otros.

## Cine, Televisión y Teatro
Filmografía:
- Don Mendo Rock ¿La venganza?, dirigida por José Luis García Sánchez. 2010
- Muñequitas lindas, cortometraje dirigido por Silvia Tortosa. Medalla de Honor Mostra de Valencia. 1998.
- Fantasía, Cortometraje dirigido por el director portugués Vitor Manuel. Escuela de Cine Séptima Ars. 1998

Televisión:
- Festival, programa musical de Canal Sur TV (PC-29). Presentador. 1998.
- Arrayán serie de (Linze TV) para Canal Sur TV. Personaje fijo. 2003 y 2004. Premio Ondas a la mejor serie de ficción nacional. (2005).
- Concurso oficial del Carnaval de Cádiz. Presentador. Onda Cádiz, desde 2013.

Teatro:
- Desde 2007, junto al Premio Nacional de Teatro José Luis Alonso de Santos, gestiona un proyecto de compañía de teatro de comedias bajo su propia productora.

## Publicidad
- Ha realizado anuncios para Loewe.
- Ha realizado campañas mundiales para Intimissimi, Carlo Pignatelli y Titto Bluni